# Tacchi a spillo (film)
Tacchi a spillo (Tacones lejanos) è un film del 1991 diretto da Pedro Almodóvar.

## Trama
Rebecca lavora come annunciatrice in un telegiornale nella catena televisiva di suo marito Manuel - il grande amore della madre di lei, Becky del Páramo, prima che questa l'abbandonasse per dedicarsi alla sua carriera di cantante in giro per il mondo - che non sa che Rebecca è la figlia di Becky. Quindici anni dopo, trascorsi nel successo in Messico, l'acclamata cantante torna a Madrid per recitare e per risolvere alcuni problemi che aveva lasciato in sospeso precedentemente, tra i quali la relazione con la figlia.
La notte in cui arriva, Becky cena con Rebecca e Manuel, e dopo i tre vanno ad assistere a uno spettacolo di un imitatore di Becky, il travestito Femme Letal, e Rebecca dice a sua madre che quando sentiva la sua mancanza, andava a vedere questa imitazione. Poiché il matrimonio tra Rebecca e Manuel non è dei più felici, lui decide di ravvivare la fiamma del suo vecchio amore per Becky, che però non accetta la sua proposta, nonostante l'uomo le assicuri la sua volontà di divorziare da Rebecca. Una notte Manuel muore nel suo chalet, e un giudice dalla doppia vita inizia a indagare sul caso, senza credere alla confessione di colpevolezza che Rebecca fa in diretta TV.

## Accoglienza

### Critica
Segnalazioni cinematografiche recensisce negativamente il film, motivando che "risulta appesantito dal tentativo del regista di svolgere il suo compito con cura, stando attento a non sbagliare sintassi cinematografica e finendo invece per cadere nella noia" e che "non ci sono cadute di gusto pesanti come in altri film, ma la vicenda e lo squallore morale che avvolge tutti i personaggi, nessuno escluso, motivano un giudizio negativo".

## Riconoscimenti
- 1992 - Golden Globe
  - Candidatura come miglior film in lingua straniera
- 1993 - Premio César
  - Miglior film straniero